# Mesonemoura tibetensis
Mesonemoura tibetensis is een steenvlieg uit de familie beeksteenvliegen (Nemouridae). De wetenschappelijke naam van de soort is voor het eerst geldig gepubliceerd in 2003 door Zhu, Yang & Yang.